# Alemtuzumab

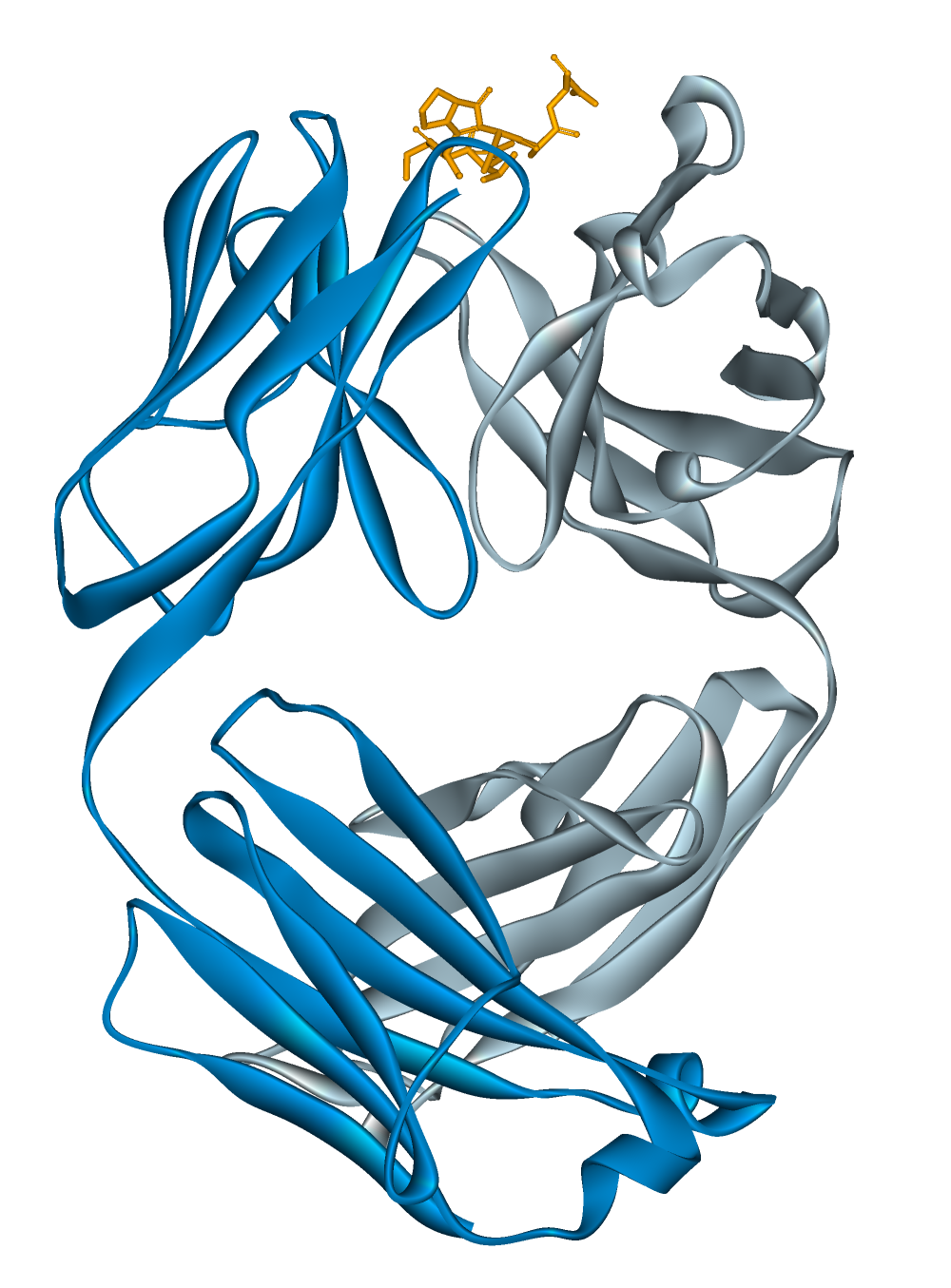
Diagrama de cinta del fragmento Fab de alemtuzumab unido a un pequeño antígeno sintético.

Alemtuzumab (nombres comerciales Campath, MabCampath and Campath-1H y Lemtrada) es un medicamento que pertenece a la familia de los anticuerpos monoclonales y se emplea en el tratamiento de la leucemia linfocítica crónica, linfoma cutáneo de células T, linfoma de células T y esclerosis múltiple. También se utiliza en algunos protocolos terapéuticos del trasplante de médula ósea y el trasplante de riñón. 

## Mecanismo de acción
Actúa sobre la proteína CD52 que se encuentra en la superficie de los linfocitos, pero no en las células de la médula ósea de las que se originan los linfocitos maduros.

## Usos e indicaciones

### Leucemia linfática crónica
Se emplea como en el tratamiento de la leucemia linfocítica crónica. Ha sido aprobado por la Food and Drug Administration de Estados Unidos (FDA) para su utilización en este tipo de leucemia, en pacientes que han sido tratados previamente con agentes alquilantes y no han respondido a la terapia con fludarabina. El Servicio de Salud de Canadá lo ha aprobado con parecidas indicaciones, incluyendo pacientes con leucemia linfocítica crónica que no hayan recibido tratamiento previo.
Desde 2013 ya ha pasado a ser un medicamento de primera línea, intravenoso para esclerosis múltiple remitente-recurrente Lemtrada.

### Esclerosis múltiple
En 2003 alemtuzumab ('Lemtrada') fue probado como tratamiento de primera línea para la esclerosis múltiple pero tenía múltiples efectos secundarios graves. Promising results were reported in 2011 from a phase III trial against interferón beta 1a.
En noviembre de 2014 alemtuzumab fue aprobada por la FDA de Estados Unidos.

## Efectos secundarios
Entre sus efectos secundarios más significativos, se ha detectado que aumenta el riesgo de presentar diversas infecciones oportunísticas, incluyendo reactivaciones de infecciones por citomegalovirus.

## Polémica por el alto precio de Lemtrada para la esclerosis múltiple
El alemtuzumab, inicialmente indicado para la leucemia linfática crónica bajo el nombre de Campath, en 2012 demostró eficacia para la esclerosis múltiple. Ante esta nueva indicación la empresa farmacéutica Sanofi retiró el producto y volvió a ofrecerlo bajo otro nombre Lemtrada para la nueva indicación pero encareciendo significativamente su precio.